# Ryosuke Sasagaki
Ryosuke Sasagaki (født 13. januar 1985) er en tidligere japansk fodboldspiller.
Han har spillet for flere forskellige klubber i sin karriere, herunder Ehime FC.